# 陳煌勛
陳煌勛，中國政法大學證據法學博士、國立臺灣大學法學碩士、國立臺灣科技大學博士後研究，中華民國斐陶斐榮譽會員。曾任中華民國資訊產品反仿冒聯盟法務主任、臺北市電腦公會法務諮詢中心主任 、經濟部審議委員會委員。並為威勝國際法律事務所顧問、立法委員競選辦公室顧問、臺北市議員競選辦公室顧問、高普考公職補習班講師、國立臺灣師範大學大師講座，與專利發明人。
曾獲務實法學基金會特優獎、法治推廣服務獎、中國政法大學校級優秀博士論文獎等。學位論文著作為：兩岸電子證據法之比較研究(博士論文；指導教授為中國政法大學副校長、證據科學研究院院長張保生教授)、網路隱私權保護之研究(碩士論文；指導教授為大法官、前臺大法學院院長蔡明誠教授)，並有「盼司改建置AI法律審判系統」、「Applications and Trends of Digital/Electronic Evidence in Chinese Litigation」以及多篇學術文章發表。論文並被選入國立交通大學、國立中央大學、國立陽明大學、亞洲大學、世新大學等大學課程之參考書目，以及為國防部、交通部研究報告與多篇學位論文所引用。